# Engländer (Werkzeug)

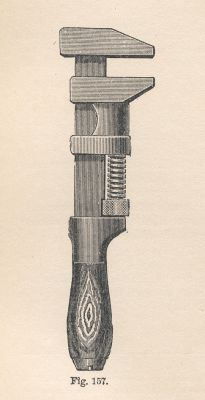
Ein stufenlos einstellbarer Engländer älterer Bauart

Schwedisches Verkehrszeichen für Pannenhilfe

Ein Engländer, auch Universalschlüssel oder Universalschraubenschlüssel, ist ein Verstellschlüssel zum Lösen und Anziehen von Sechskant-Schraubverbindungen.
Regional werden verstellbare Schraubenschlüssel dieser Art auch „Hesse“, „Franzose“ oder anders genannt. Häufig wird der Begriff „Engländer“ auch fälschlicherweise für den Rollgabelschlüssel sowie für andere Werkzeuge verwendet.
Durch Drehen an einer Gewindespindel im Werkzeugschaft kann der Abstand der Spannbacken stufenlos verstellt werden. Er kann wie ein Gabelschlüssel für Vier- und Sechskantmuttern verwendet werden, durch die Verstellbarkeit auch für Befestigungsmittel nach metrischen, zölligen und proprietären (Werk-)Normen.

## Einordnung und Geschichtliches
Engländer ist die umgangssprachliche Bezeichnung für alle Arten von verstellbaren Schraubenschlüsseln, insbesondere für solche mit nur einseitig vorhandenem Maul (im Gegensatz zum Franzosen mit Doppelmaul). Im engeren Sinne ist der Engländer ein verstellbarer Schraubenschlüssel, bei dem die Schlüsselweite über eine Gewindespindel im Werkzeugschaft eingestellt wird. Bei den meisten heute gebräuchlichen verstellbaren Schraubenschlüsseln erfolgt dagegen die Verstellung über ein Schneckengetriebe im Schlüsselkopf (siehe Bild 3). Die richtige Bezeichnung für derartige Werkzeuge ist Rollgabelschlüssel, auch Verstellschlüssel.
Ein ähnliches Einsatzgebiet hat der Franzose, bei dem die Änderung der Schlüsselweite über das Zusammenwirken einer Rechts- und einer Linksgewindespindel durch Drehen des Werkzeugschaftes erfolgt.
Da beim Engländer und beim Rollgabelschlüssel das Maul nur einseitig vorhanden ist, bieten diese gegenüber dem Franzosen bei beengten Räumlichkeiten Vorteile. Bezüglich der Haltbarkeit und Qualität über Jahre sind Maulschlüssel und Ringschlüssel dem Engländer überlegen, weil es keine beweglichen Teile gibt. Allerdings lassen sich verstellbare Schraubenschlüssel auch für (Sechskant-)Schrauben verwenden, für die kein passender Schlüssel greifbar ist. Somit stellt der Engländer keine Konkurrenz zu Maul- oder Ringschlüssel dar, sondern eine Vervollständigung der Werkstattausstattung.
Der Ursprung dürfte darin liegen, dass in vorindustrieller Zeit Schrauben wie Muttern gepaarte Schmiedeteile in Einzelfertigung waren und die Schraubenköpfe somit nicht einheitliche Maße aufwiesen. In der frühindustriellen Zeit waren Schrauben und Muttern nicht genormt, viele Manufakturen stellten diese selbst her und somit unterlagen sie proprietären Werkstandards.
Als Herkunft der Bezeichnung „Engländer“ wird vermutet, dass in Werkstätten auf dieses Werkzeug aus Kostengründen für die in Kontinentaleuropa weniger verbreiteten zölligen (sprich englische; siehe auch Joseph Whitworth) Schrauben und Muttern zurückgegriffen wurde, wenn nur metrische Maul- oder Ringschlüssel zur Verfügung standen. Zudem wurden die ersten verstellbaren Schlüssel dieser Art wohl auch in England entwickelt und hergestellt.
Weiterentwickelt und patentiert (am 11. Mai 1892 unter der Patentnummer SE4066) hat ihn der Schwede Johan Petter Johansson in seiner Werkstatt Enköpings Mekaniska in Enköping, die er gründete, nachdem er 1886 die Rohrzange erfunden hatte. B. A. Hjört & Co. (Bahco) produziert und vermarktet das Werkzeug seit 1892 bis heute in der ganzen Welt.
Einen verstellbaren Schraubenschlüssel hat ebenfalls (vor 1899) Milton Wegner aus Neuholland, Pennsylvania, konstruiert.

## Handhabung
Um einen möglichst engen Sitz zu erreichen, wird der Verstellmechanismus bei gleichzeitigem leichtem Hin- und Herbewegen des Schlüssels nachgezogen, während der Schlüssel bereits am Werkstück sitzt.
Ebenso wie ein Rollgabelschlüssel lässt sich der Engländer (engl. monkey wrench) nur bei Vierkant-Muttern und -Schraubenköpfen sinnvoll anwenden.
Für die Verwendung mit festangezogenen Sechskant-Muttern und -Schrauben ist der Schlüssel zu nachgiebig. Aufgrund der gegenüber einem Vierkant deutlich kürzeren anliegenden Kante vergrößert sich die auf die Ecken des Sechskants wirkende Belastung so sehr, dass es häufig zum Abrutschen, Überspringen und infolge auch zum Ausrunden des Mehrkants kommt.

Da ein ausreichend enger Sitz nicht zu erreichen ist, darf dieser Schlüsseltyp allenfalls zum Gegenhalten eines Sechskants verwendet werden.
Stattdessen sollten verstellbare Schraubenschlüssel verwendet werden, die während des Einsatzes wie eine Zange unter Spannung gehalten werden können oder sich selbsttätig nachspannen.

## Bildergalerie

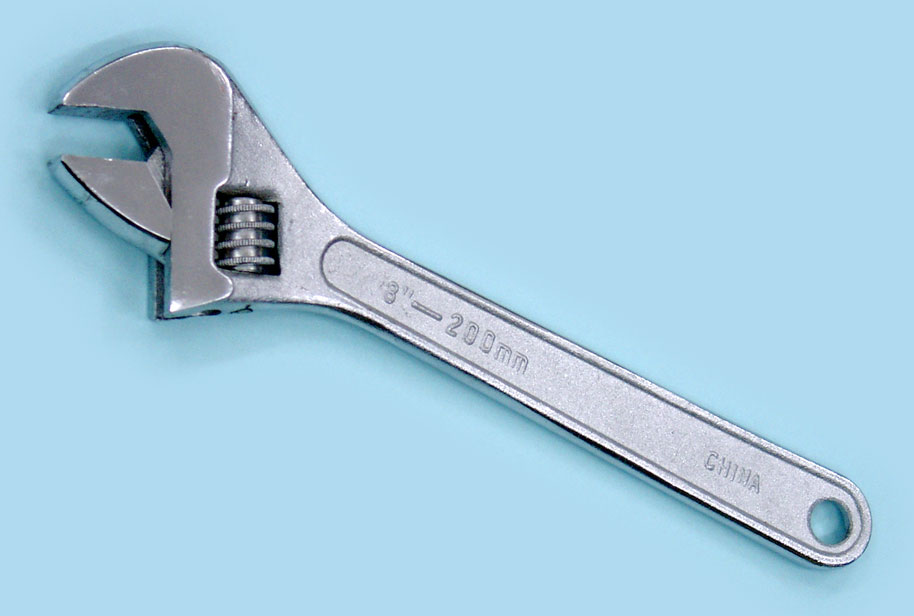
Ein stufenlos einstellbarer Rollgabelschlüssel, der teils irrtümlich ebenfalls Engländer genannt wird
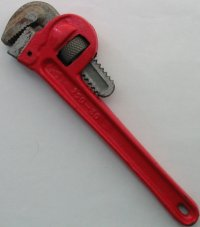
Eine Rohrzange, die ähnlich funktioniert wie ein stufenlos einstellbarer Engländer, sich jedoch durch die Betätigungskraft selbsttätig festklemmt und gezahnte Backen besitzt.
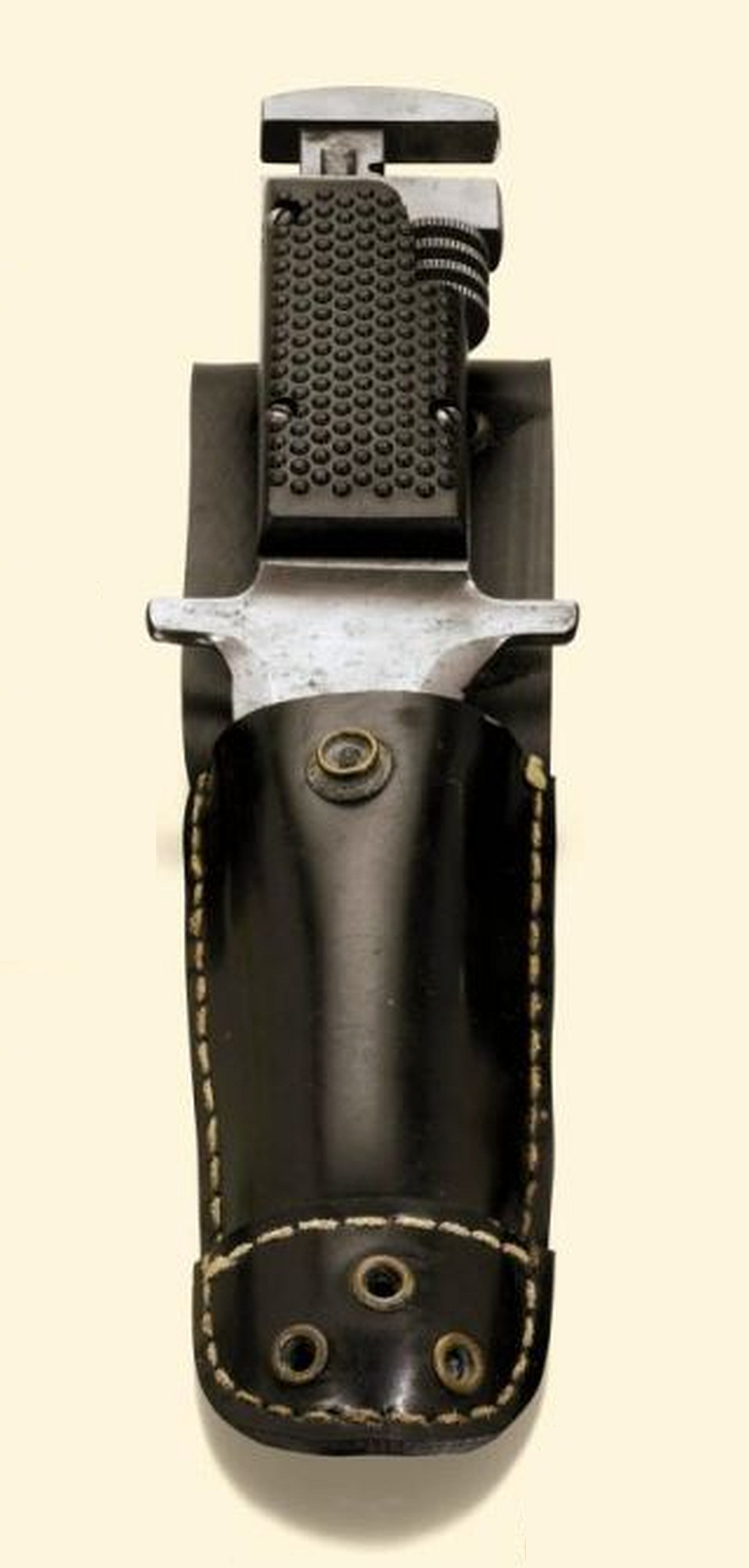
Älteres Tauchermesser mit im Griff integriertem Engländer